# Quinn Meinerz
Quinn Meinerz (geboren am 15. November 1998 in Hartford, Wisconsin) ist ein US-amerikanischer American-Football-Spieler auf der Position des Guards. Er spielte College Football für die University of Wisconsin–Whitewater und wurde im NFL Draft 2021 von den Denver Broncos ausgewählt.

## College
Meinerz besuchte die Hartford Union High School in seiner Heimatstadt Hartford, Wisconsin. Neben Football war er dort auch als Leichtathlet und Ringer aktiv. Meinerz fand in seiner Highschoolzeit keine große Beachtung von College-Football-Scouts, er erhielt lediglich ein Stipendienangebot aus der NCAA Division II und keines aus der NCAA Division I. Er ging ab 2017 für ein Wirtschaftsstudium auf die University of Wisconsin–Whitewater und spielte für die UW–Whitewater Warhawks Football in der Division III.
Scouts aus der NFL wurden erstmals 2018 auf Meinerz aufmerksam, als sie Scoutingbesuche an seinem College wegen seines Teamkollegen Nate Trewyn abhielten. Allerdings galt er nicht als aussichtsreicher Spieler für den NFL Draft, da bei ihm als Spieler aus der sportlich deutlich schwächeren Division III unklar war, ob er auch auf höherem Niveau bestehen könnte und da er 2019 mit Übergewicht zu kämpfen hatte. Die Saison 2020 fiel wegen der COVID-19-Pandemie aus. Meinerz hielt sich in dieser Zeit mit Arbeit im Fishing Camp seines Großonkels im Nordwesten von Ontario sowie Workouts im Wald, durch die er auch mediale Aufmerksamkeit erhielt, fit und baute Gewicht im Vergleich zur Saison 2019 ab. Er erhielt aufgrund der verletzungsbedingten Ausfälle mehrerer anderer und stärker eingeschätzter Spieler wie beispielsweise Landon Dickerson eine Einladung als Nachrücker zum Senior Bowl im Januar 2021, wo sich die aussichtsreichsten College-Football-Talente miteinander messen und für die NFL präsentieren können. Meinerz konnte dort überraschend mit guten Leistungen auf sich aufmerksam machen, als er auch gegen Spieler aus deutlich stärkeren College-Football-Teams überzeugen konnte, wodurch er zu einem im Draft deutlich höher eingeschätzten Spieler für NFL-Teams avancierte.

## NFL
Meinerz wurde im NFL Draft 2021 in der dritten Runde an insgesamt 98. Stelle von den Denver Broncos ausgewählt. Damit war er erst der fünfte Spieler aus der Division III, der je in den Top 100 des Drafts ausgewählt worden war. In seiner ersten Saison absolvierte Meinerz neun Spiele als Starter, nachdem Graham Glasgow wegen einer Verletzung ausgefallen war. Anschließend war er ab seinem zweiten Jahr in der NFL Stammspieler bei den Broncos, 2022 verpasste er vier Spiele verletzungsbedingt.
Im Juli 2024 einigte sich Meinerz mit den Broncos auf eine Vertragsverlängerung um vier Jahre im Wert von bis zu 80 Millionen US-Dollar, davon 45 Millionen garantiert. In der Saison 2024 wurde er erstmals in das All-Pro-Team von Associated Press gewählt.